# Aden Durde
Aden Durde (Middlesex, 10 luglio 1979) è un allenatore di football americano britannico che svolge il ruolo di coordinatore difensivo dei Seattle Seahawks della National Football League (NFL).

## Carriera

### Atlanta Falcons
L'11 aprile 2018 Durde fu assunto dagli Atlanta Falcons come allenatore del controllo qualità della difesa. In precedenza era stato coordinatore difensivo dei London Warriors per sei stagioni.

### Dallas Cowboys
Il 20 gennaio 2021 Durde fu assunto come allenatore della linea difensiva dei Dallas Cowboys, dove ritrovò il coordinatore difensivo Dan Quinn, che era stato capo-allenatore dei Falcons durante i suoi anni con la squadra.

### Seattle Seahawks
Il 9 febbraio 2024 Durde accettò il ruolo di coordinatore difensivo dei Seattle Seahawks del nuovo capo-allenatore Mike Macdonald.